# Metodo Ogino-Knaus

Schema che può essere utilizzato da donne i cui cicli mestruali sono lunghi tra i 26 e 32 giorni

Il metodo di Ogino-Knaus è una pratica anticoncezionale, che si basa sull'osservazione statistica del ciclo di fertilità della donna, per individuare i giorni fecondi.
Tale pratica ha un'efficacia anticoncezionale molto scarsa ed è pertanto considerata insufficiente e non sicura.
Ha origine dagli studi sulla fertilità della donna, sviluppati nel 1924 dal medico giapponese Kyūsaku Ogino. Pochi anni dopo, nel 1928, il medico austriaco Hermann Knaus lo rese un metodo contraccettivo, la cui scarsa affidabilità determinò la sua sconfessione da parte di Ogino.
Questo metodo, di per sé piuttosto inefficiente, è stato integrato da ulteriori metodologie (il metodo sintotermico o il BOM, sviluppato da John Billings). Queste due metodologie non si basano, però, su un calcolo puramente statistico e matematico ma su fondamenti scientifici provati, rendendoli perciò molto più affidabili rispetto al metodo di Ogino-Knaus.

## Il metodo
Il metodo consiste nella astensione dai rapporti sessuali durante i giorni con più probabilità di fecondazione, in base ai fenomeni biologici del ciclo mestruale. Il ciclo può essere diviso in due periodi: fecondo (coincidente con l'ovulazione) e sterile. Per i calcoli corretti devono essere presi in considerazione questi aspetti:
- L'ovulazione avviene una sola volta per ciclo e le mestruazioni avvengono dopo circa 14 giorni dall'ovulazione
- Un ovulo vive all'interno dell'utero per 24 ore
- Gli spermatozoi sopravvivono fino a 72 ore

Perciò, in un ciclo della durata precisa di 28 giorni, l'ovulazione dovrebbe avvenire tra il 12º e il 16º giorno del ciclo e tenendo in considerazione gli aspetti sopraelencati il periodo fecondo dovrebbe essere compreso tra il 10º e il 18º giorno del ciclo.

## Efficacia
L'indice di Pearl, che misura la percentuale di insuccesso dei metodi contraccettivi, per l'Ogino-Knaus si attesta attorno al 16-30% (16/30 gravidanze ogni 100 donne che lo applicano), percentuale molto insoddisfacente se rapportata ai metodi contraccettivi ormonali e alle barriere o ad altri metodi naturali, come il Metodo sintotermico (2%) e il metodo Billings (in media 1.45%).

## Limiti
Nella pratica si può osservare che nella maggior parte delle donne la durata del ciclo mestruale è irregolare oppure diversa da quella, indicativa, di 28 giorni; in questi casi il periodo fertile può quindi oscillare in modo imprevedibile, rendendo l'applicazione di questo metodo difficoltosa oltre che inefficace.
Uno studio statunitense ha rilevato una percentuale di 14 gravidanze accidentali per 100 anni/donna in un gruppo di coppie che utilizza il metodo e con medio alto livello culturale. In un ulteriore studio che non ha tenuto conto del livello di istruzione della popolazione campione ha registrato 38 gravidanze per 100 anni/donna.
Va infine aggiunto che il metodo contraccettivo Ogino-Knaus può, da solo o in correlazione con altri metodi naturali, svolgere un'utile azione nel valutare preventivamente i giorni di maggiore fertilità della donna, in tutti quei casi in cui la coppia desidera intenzionalmente aumentare l'efficacia riproduttiva della propria attività sessuale. In questo caso si parla appropriatamente di riconoscimento della fertilità.

## Il metodo e la chiesa Cattolica
Il metodo Ogino-Knaus, così come gli altri metodi naturali (tra cui il metodo Billings) è riconosciuto e ammesso dalla Chiesa cattolica. Ciò è stato ufficializzato il 29 ottobre 1951, quando il papa Pio XII durante un discorso rivolto all'Unione cattolica italiana delle ostetriche, si espresse sottolineando che "l'osservanza dei tempi infecondi può essere lecita sotto l'aspetto morale".